# Club de Fútbol La Nucía
El Club de Fútbol La Nucía es un equipo de fútbol nacido en 1995 en una iniciativa liderada por el Ayuntamiento de La Nucía, que ayudó a un grupo de aficionados para devolver el fútbol al municipio. Actualmente compite en la Segunda Federación, la cuarta categoría del fútbol de España.
En febrero de 2023, el club fue adquirido formalmente por ISMX Group, agencia deportiva con sede en Los Ángeles (EE. UU.) y propietaria también del conjunto Los Cabos United de la segunda división mexicana. ISMX Group participa también en la gestión de la Ciudad Deportiva del club.

## Uniforme
- 1ª equipación: Camiseta roja, pantalón negro y medias negras.
- 2ª equipación: Camiseta blanca, pantalón blanco y medias blancas.
- 3ª equipación: Camiseta antracita, pantalón antracita y medias antracita.

## Estadio
- Estadio Olímpico Camilo Cano, con capacidad para 4.000 personas.

## Datos del club
- Temporadas en 1ª: 0
- Temporadas en 2ª: 0
- Temporadas en 2ªB: 2
- Temporadas en 1ªRFEF: 1
- Temporadas en 2ªRFEF: 1
- Temporadas en 3ª: 7

## Futbolistas

### Plantilla y cuerpo técnico
- Como exigen las normas de la RFEF desde la temporada 2019-20 en 2.ªB y desde la 2020-21 para 3.ª, los jugadores de la primera plantilla deberán llevar los dorsales del 1 al 22, reservándose los números 1 y 13 para los porteros y el 25 para un eventual tercer portero. Los dorsales 23, 24 y del 26 en adelante serán para los futbolistas del filial, y también serán fijos y nominales.[2]
- Los equipos españoles están limitados a tener en la plantilla un máximo de tres jugadores sin pasaporte de la Unión Europea. La lista incluye solo la principal nacionalidad de cada jugador. Algunos de los jugadores no europeos tienen doble nacionalidad de algún país de la UE:

```
LEYENDA
 
* 
Canterano
: 
 
* 
Pasaporte europeo
: 
 
* 
Extracomunitario sin restricción
: 

* Extracomunitario: 
 
* 
Formación
: 

* Cedido al club: 

* Cedido a otro club: 
```

## Entrenadores

### Cronología de los entrenadores
- Sebastián Navarro Lora (2006/2009)
- José Soler Moya (2009/2011)
- Jaime sabuco y Alejandro Esteve Power (2011/2018)
- César Ferrando (2018)
- Miguel Ángel Martínez (2018/2019)[3]
- César Ferrando (2019-2023)[4][5]
- Guillermo Fernández González (2023)[6]
- Mario Cartagena (2023)
- Raúl Garrido Fernández (2023)
- Kiko Lacasa (2023)
- Pepe de La Sagra (2023)
- Sergio Egea (2023)
- Mario Cartagena (2024-actualidad)

## Categorías
- Primer equipo masculino: Primera Federación
- Primer equipo femenino: Liga Autonómica Valenta
- Juvenil: Liga Nacional Juvenil de España